# Fiction Express Education
Fiction Express es una empresa del sector educativo que propone una plataforma digital de competencia lingística centrada en la cocreación de novelas entre estudiantes de entre 9 y 16 años y autores profesionales. 
Fundada por Sven Huber y Cristina Puig en 2011, la plataforma se usa en más de 8.000 centros educativos de 60 países, donde utilizan la plataforma más de 1.200.000 estudiantes. En español, la usan unos 800.000 estudiantes. La sede central se encuentra en Barcelona, pero la empresa también tiene oficinas en El Salvador y Reino Unido.

## La plataforma
Diseñada para estudiantes de entre 9 y 16 años, la plataforma ofrece libros, actividades y datos relacionados con la competencia lingüística y la comprensión lectora de los estudiantes. Actualmente, ofrece contenido en castellano, catalán e inglés .  
El método de cocreación de Fiction Express se centra en la publicación, por parte de un autor profesional, de historias en formato digital de 5 capítulos, a razón de un capítulo semanal. Al final de cada uno de estos, el lector puede votar entre tres opciones sobre la dirección que tomará la trama.  Los resultados de estas votaciones llegan al autor el martes, que escribe el siguiente capítulo en concordancia con la opción más votada por los lectores. El nuevo capítulo está disponible el viernes siguiente a las 12 del mediodía de Madrid (UTC +1).
Este proceso se repite durante 5 semanas, hasta que la historia termina. Una vez terminadas, estas historias, originales y sólo disponibles en la plataforma, se quedan guardadas en la biblioteca virtual, donde el estudiante no puede votar ni interactuar con el autor pero sí leer y realizar las actividades propuestas para cada capítulo. Han cocreado historias en la plataforma autores como Jordi Sierra y Fabra, Maite Carranza, Patricia Rojo, Francesc Miralles, Adam Bushnell o Muriel Villanueva . 
Al final de cada capítulo, después de votar, el lector puede realizar un test de 10 preguntas de comprensión lectora referencial, actividades de todas las dimensiones del lenguaje y trabajar un proyecto transversal paralelo a la lectura y cocreación del libro. 

## Foro interactivo
La interacción del autor con los estudiantes también se lleva a cabo en un foro vivo entre el autor y los lectores. En este espacio se premia a los mejores comentarios, reconocimiento que da acceso a un encuentro virtual con el autor o autora.  El autor o autora se encarga de iniciar temas relacionados con la trama.

## Accesibilidad
Pensada desde la personalización del aprendizaje y para ofrecer contenido para todo estudiante, en cada ciclo -hay 6 por año natural- se cocrean paralelamente tres libros por idioma para cubrir las edades de entre 9 y 16 años.  
En los libros se puede adaptar el color de la letra y el fondo, y el estudiante tiene acceso al audiolibro y a un glosario -ilustrado en los primeros niveles- de palabras o expresiones más complejas. También se puede regular el tamaño y el tipo de letra. 

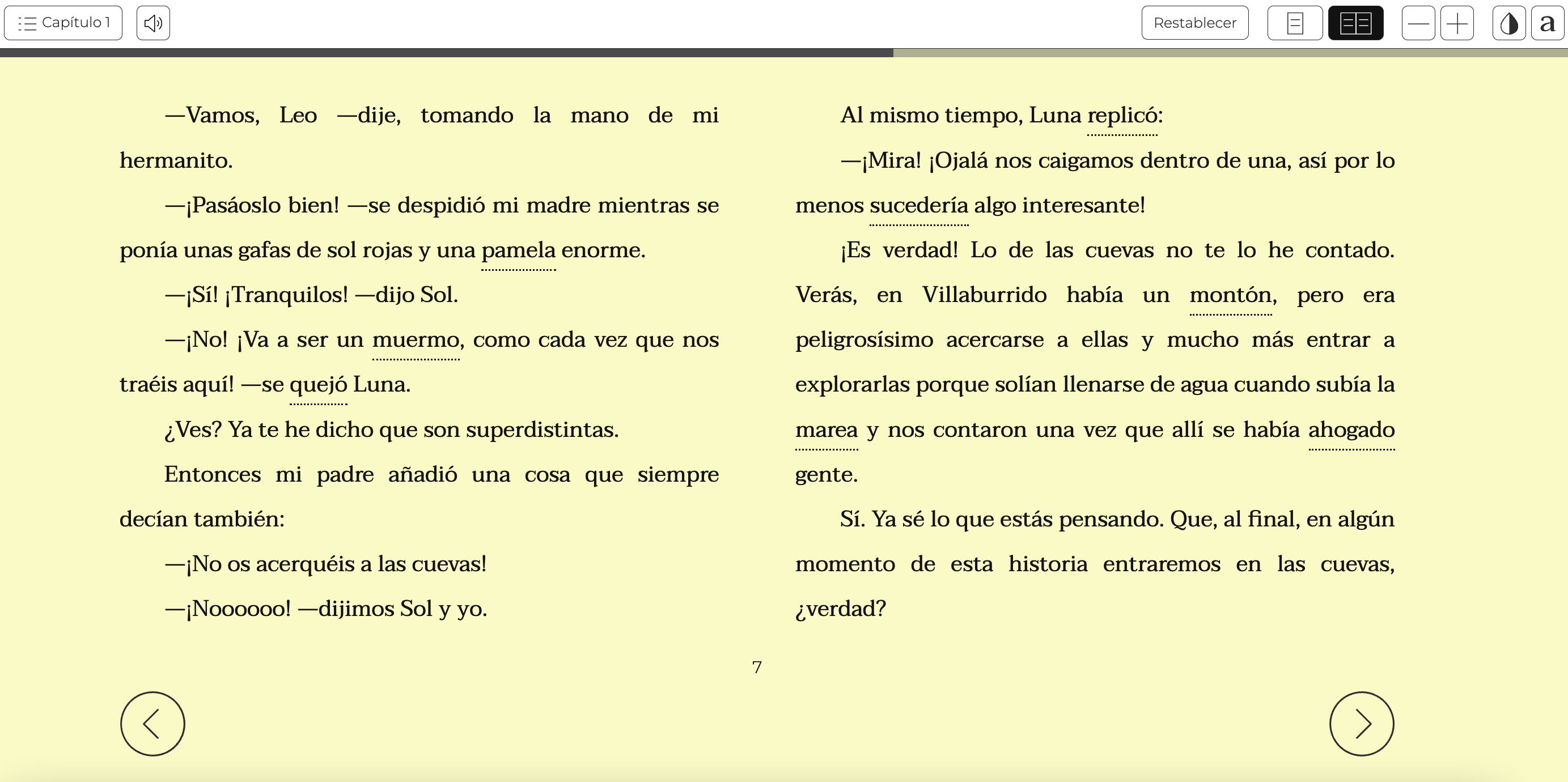
Pantalla de lectura en un libro en español de la plataforma.

## Datos
La plataforma brinda datos sobre el rendimiento lector de cada estudiante que la usa y los profesores y/o responsables educativos de cada centro y clase pueden acceder a rúbricas con los datos de los estudiantes. Esto permite detectar dificultades en el aprendizaje y propicia la personalización. 
En total, la plataforma proporciona al administrador del grupo clase hasta catorce factores de comportamiento y rendimiento en la plataforma por cada estudiante.
- Número de capítulos leídos
- Número de capítulos leídos parcialmente
- Promedio de tiempo de lectura por página
- Número de páginas leídas en menos de 40 segundos
- Número de páginas leídas en más de 2 minutos
- Número de interrupciones de lectura
- Consultas en el glosario
- Número de audiolibros
- Promedio de velocidad del audiolibro
- Número de cuestionarios realizados
- Nota media del cuestionario
- Número de comentarios en el foro
- Promedio de nota en los comentarios
- Nota de la reseña [17]

## Premios y reconocimientos
La plataforma ha recibido varios reconocimientos internacionales  relacionados con la educación, la competencia lingüística, la tecnología educativa y el sector empresarial. Algunos de los más importantes son:

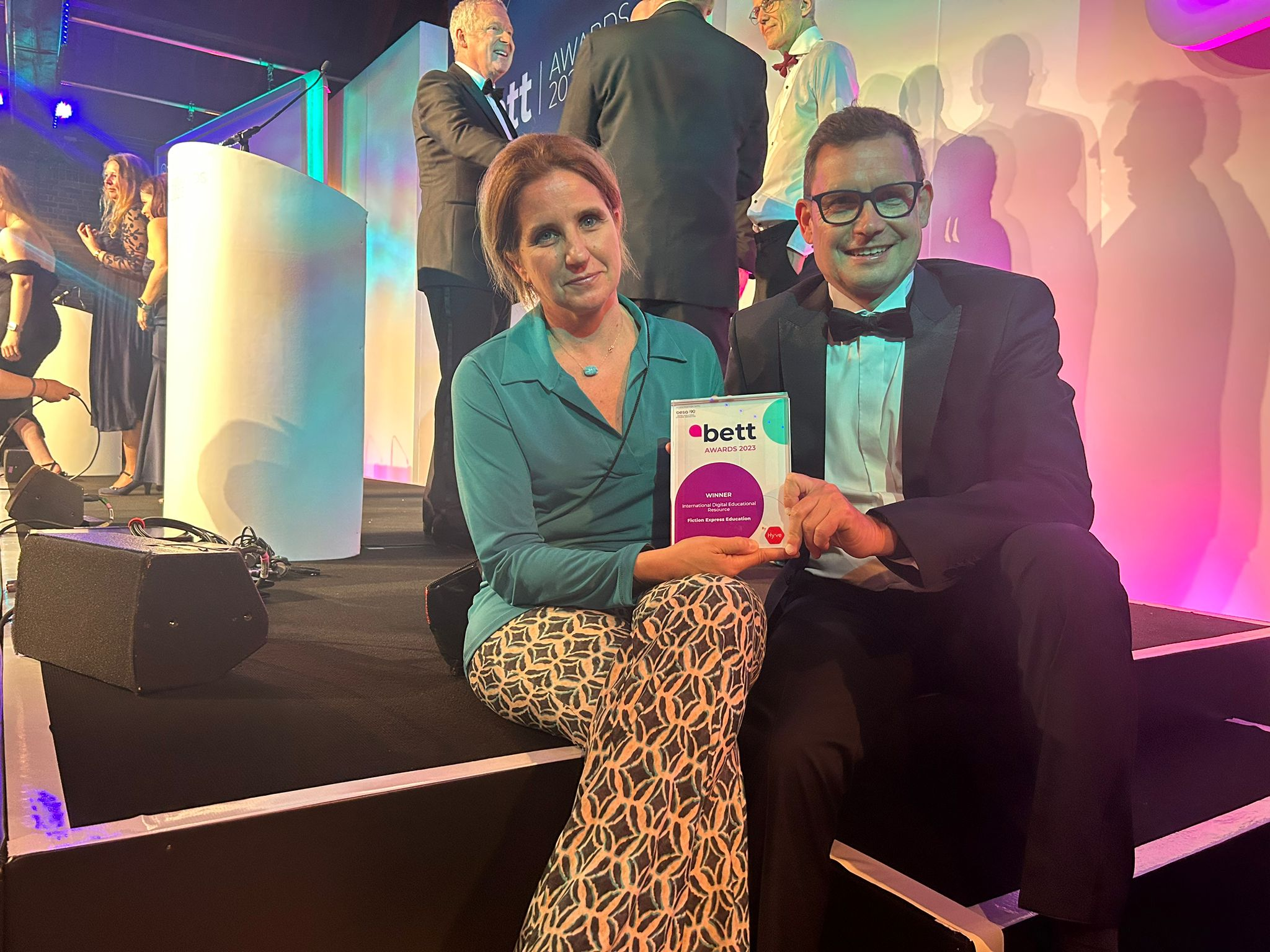
Los cofundadores de la compañía, Sven Huber y Cristina Puig, en la gala de los Bett Awards 2023 en Londres.

- International Digital Educational Resource 2021 (Bett Awards)
- International Digital Educational Resource 2023 (Bett Awards)
- Innovation in Learner Resources (ELTons Innovation Awards)
- Classroom Teaching Aids (Education Resources Awards)
- Classroom Teaching Aids 2023 (Education Resources Awards)
- Innovation Award 2014 (Education Resources Awards)
- Educational Publisher 2021 (Education Investor Awards)
- Supplier of the Year 2019 (Education Investor Awards)
- Digital Publisher 2019 (Education Investor Awards)
- Digital Publisher 2020 (Education Investor Awards)